# Pasaporte chipriota
Los pasaportes chipriotas son emitidos a los ciudadanos de la República de Chipre para viajes internacionales. Cada ciudadano chipriota es, asimismo, un ciudadano de la Unión Europea. El pasaporte chipriota, junto con el carnet de identidad chipriota, permite la libre circulación y residencia en cualquier estado de la Unión Europea y del Espacio Económico Europeo, además de Suiza.
De acuerdo con el Índice de Restricciones de Visados de marzo de 2018, los ciudadanos de Chipre pueden visitar 171 países sin visado o con visado a la llegada, situando al pasaporte chipriota en el 10.º puesto a nivel mundial. Los ciudadanos chipriotas pueden vivir y trabajar en cualquier país de la UE como resultado de la libre circulación y residencia que se prevé en el artículo 21 del Tratado de la UE.

## Aplicación

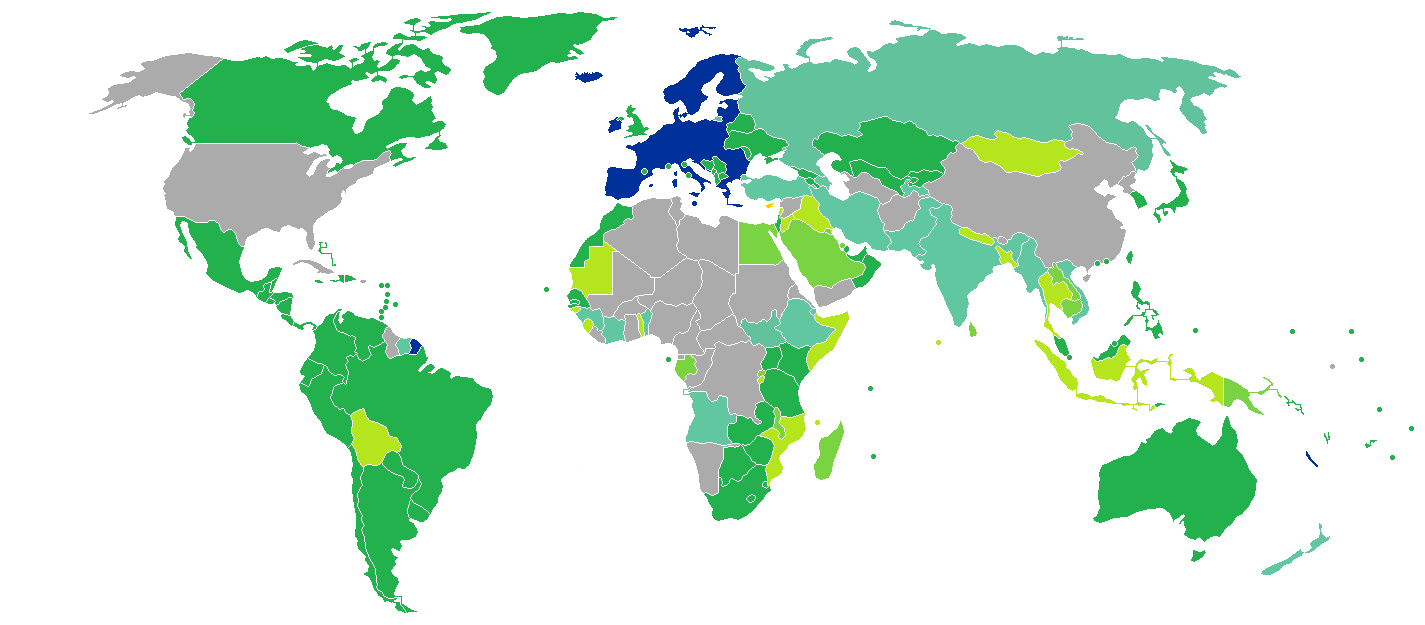
Requisitos de visado para ciudadanos chipriotas
Chipre
Libertad de movimiento (Espacio Schengen)
No se requiere visado
Visado a la llegada
Visado electrónico (eVisa)
Visado electrónico o visado a la llegada
Visado requerido antes de la llegada

El Departamento de Registro de Población e Inmigración del Ministerio del Interior es responsable de la expedición y renovación de pasaportes chipriotas. 

## Idioma
A pesar de la continua división de Chipre debido a la invasión turca de 1974, todos los pasaportes chipriotas contienen texto en griego, turco e inglés, ya que el griego y el turco son los idiomas oficiales de la República de Chipre (de acuerdo con el párrafo 1 del artículo 3 de la Constitución de Chipre). Los turcochipriotas pueden obtener pasaportes y carnets de identidad chipriotas si pueden demostrar su origen como ciudadanos de la República de Chipre. Los residentes turcos de la parte norte de Chipre no tienen derecho a la nacionalidad chipriota. 

## Aspecto externo
Los pasaportes biométricos se expiden a partir del 13 de diciembre de 2010 e incluyen texto en todos los idiomas oficiales de la Unión Europea. Llevan microchips que contienen datos biométricos, como huellas dactilares, fotografía biométrica y firma digital. En el interior, en páginas distintas, hay imágenes de una estatua de la diosa Afrodita expuesta en el Museo de Chipre, una paloma que lleva una rama de olivo, el jabalí chipriota y el barco de Kyrenia. 

## Requisitos de visado
En mayo de 2018, los ciudadanos chipriotas tenían acceso sin visado o con visado a la llegada a 171 países y territorios, situando al pasaporte chipriota en el 14.º puesto en términos de libertad de viaje según el Índice de Restricciones de Visados.